# Diagrammes (revue scientifique)
Pour les articles homonymes, voir Diagrammes.
Diagrammes est une revue de vulgarisation scientifique française parue entre mars 1957 et août 1969.
Elle se présente sous la forme d'un mensuel in-4 d'environ 90 pages, sans publicité, de taille 23x17,5 cm. Elle est consacrée à un grand thème qui fait le sous-titre de la revue, les dix dernières pages étant réservées à l'actualité scientifique. Michel Rouzé en prend la direction à partir de septembre 1957. Il en sera le directeur scientifique d'avril 1958 jusqu'à décembre 1967. À partir de janvier 1968, la revue prend le nom de Diagrammes du monde et a pour directeur scientifique Albert Ducrocq. Elle est éditée aux Éditions du Cap à Monte-Carlo, une filiale spécialisée du Club français du livre. Seuls les quatre derniers numéros sortiront chez Dunod.
Le dernier numéro (150, août 1969) annonce la fusion de la revue avec Science progrès découverte publiée chez Dunod avec la participation du Palais de la découverte.
Quand Diagrammes cesse de paraître, Michel Rouzé fonde en 1968 Science et pseudo-sciences.

## Les principaux auteurs
Parmi les contributeurs, citons Michel Rouzé (Les animaux ont-ils des sens inconnus ?, Vers le zéro absolu, La sexualité, Énergie des marées, Monstres de laboratoire, L'air pollué que nous respirons), Jacques Bergier (L’énergie H, Merveilles de la chimie moderne, Le plasma), Evry Schatzman (Notre univers), Jacques Guillerme (Lumière et couleurs) et Claude-Henri Rocquet (Le siècle du pétrole), Jean Bouret (L'homme à la recherche de lui-même), Jean-Marie Dunoyer (Sept milliards d'hommes pour l'an 2000), Hilaire Cuny (De la bactérie à l'homme, Le monde végétal), Gérard Klein (Les tests), Anouar Abdel-Malek (Peuples d'Afrique), Pierre de Latil (La radioactivité, Les semi-conducteurs, À travers le mur du son), Albert Ducrocq (Les moteurs de l'astronautique), Henri Termier et Geneviève Termier (Volcanisme et volcans), Gaston Cohen (Le bruit), Robert Lechêne (La mécanique des climats, L'imprimerie moderne), Bernard Decaux (Le temps et sa mesure), Paul Balta (Mystérieux Hyksôs), Jean Flahaut (Les hautes températures), Claude Morgan, alias Claude Arnaud (La chirurgie du cœur, La chirurgie du cerveau, Le fond des océans, La conquête des grandes vitesses, L'alimentation humaine, L'hérédité, L'océanographie science naissante, La faim dans le monde), Maurice Déribéré (La lumière dans notre vie), Alain Dupas (Les vaisseaux cosmiques), Michel Barba (Automation), Nicole Lachartre (Les musiques artificielles)